# Egzekucja studentów w Oksfordzie (1209)
Egzekucja studentów w Oksfordzie – zajścia, jakie miały miejsce w mieście Oksford w 1209 roku, skutkujące zawieszeniem działalności uniwersytetu.
Uniwersytet w Oksfordzie został założony w II połowie XII wieku, choć prawdopodobnie już pod koniec XI wieku odbywały się tam pewne formy nauczenia. W 1209 roku doszło do jednego z wielu napięć pomiędzy mieszkańcami miasta i studentami, gdy jeden ze studentów został oskarżony o nieumyślne zamordowanie mieszczanki. W czasie poszukiwań podejrzanego stwierdzono jego ucieczkę z miasta, aresztowano natomiast jego trzech współlokatorów, którzy wypierali się udziału w zbrodni. Kilka dni później, z polecenia króla Jana, trzej więźniowie zostali powieszeni.
W odpowiedzi na egzekucję znaczna część wykładowców i studentów opuściła Oksford, a uniwersytet praktycznie zaprzestał działalności. Na zdarzeniach skorzystało miasto Cambridge, gdzie został założony nowy uniwersytet.
Głównym źródłem wiedzy o zajściach w Oksfordzie jest spisana w latach 20. XIII wieku relacja mnicha Rogera z Wendover z klasztoru w St Albans Flores Historiarum. Dwie inne kroniki, prawdopodobnie spisane kilka lat wcześniej, sytuują wydarzenia w 1208 roku i podają, że powieszono jednego lub dwóch studentów.
Uniwersytet w Oksfordzie ponownie otwarto w 1214 roku, gdy legat papieski nakazał miastu płacić na utrzymanie uniwersytetu.